# St. Nikolaus (Schleiden)

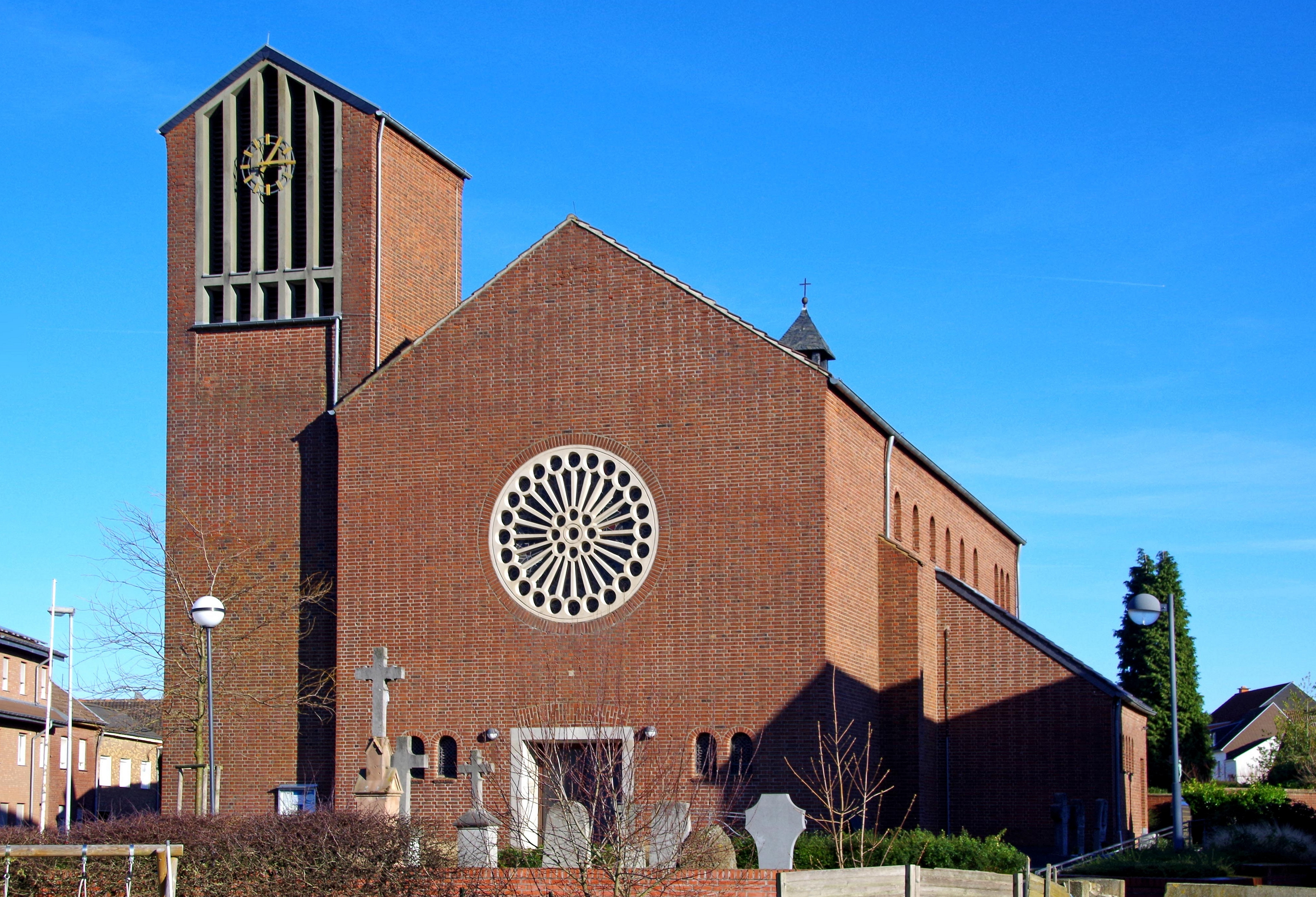
St. Nikolaus (Schleiden), Südwestansicht

St. Nikolaus ist eine römisch-katholische Pfarrkirche in Schleiden, Gemeinde Aldenhoven im Kreis Düren in Nordrhein-Westfalen. Die Kirche ist dem hl. Nikolaus von Myra geweiht und wurde zwischen 1951 und 1952 nach Plänen von Jodokus Kehrer erbaut.

## Geschichte
Im Liber valoris aus der Zeit um 1300 wurde erstmals eine Kapelle in Schleiden schriftlich aufgeführt, die zur Pfarre Aldenhoven zählte. Bereits zuvor erwarb die Reichsabtei Burtscheid Besitz in Schleiden, vermutlich gehörte dazu damals bereits eine Kapelle, denn bei Ausgrabungen im Jahr 1951 wurden Fundamente einer romanischen Kapelle des 12./13. Jahrhunderts entdeckt. Dieses Bauwerk wurde im 15. oder 16. Jahrhundert durch einen größeren Neubau mit Westturm ersetzt. 
Für das Jahr 1550 ist belegt, dass in der Schleidener Kapelle fast alle Sakramente gespendet werden durften. Zur Spednung der Taufe und zum Begräbnis der Toten mussten die Bewohner in die Pfarrkirche nach Aldenhoven bzw. auf den Aldenhovener Friedhof. Dies änderte sich erst 1694, von da an durfte in Schleiden auch die Taufe gespendet und die Toten begraben werden und erhielt damit weitgehende Eigenständigkeit, auch wenn es formal eine Filialgemeinde von Aldenhoven blieb. Im Zuge der Pfarrumschreibungen während der französischen Herrschaft wurde Schleiden 1808 der Pfarre Siersdorf zugeteilt. Eigenständige Pfarrei wurde Schleiden erst am 26. Oktober 1836. 
Mitte des 19. Jahrhunderts wurde die gotische Kirche zu klein und 1862 durch einen dreischiffigen Neubau im Stil der Neugotik nach Plänen des Jülicher Kreisbaumeisters Schmitz ersetzt. Lediglich der alte Glockenturm blieb erhalten und wurde in die neue Kirche einbezogen. Diese Kirche wurde am 30. August 1943 aufgrund des Zweiten Weltkrieges durch eine Luftmine vollständig zerstört. 
Nach Beseitigung der Ruine und Durchführung einer archäologischen Untersuchung konnte von 1951 bis 1952 die heutige Pfarrkirche errichtet werden. Die Planung des neuen Gotteshauses übernahm der Münsteraner Architekt Jodokus Kehrer. Die feierliche Kirchweihe erfolgte am 26. April 1953 durch den Aachener Bischof Johannes Joseph van der Velden.

## Baubeschreibung
St. Nikolaus ist eine zweischiffige, flachgedeckte Kirche aus Backsteinen im Stil der Nachkriegsmoderne mit einem Rechteckchor im Osten. Der Turm befindet sich seitlich vor dem Seitenschiff. Die Arkaden zwischen Seiten- und Hauptschiff sind rundbogig, ebenso die Fenster. Die Westfassade wird von der großen Fensterrosette geprägt.

## Ausstattung
In der Kirche befindet sich eine moderne Ausstattung aus den 1950er Jahren. Zu erwähnen sind der Hochaltar und die schlichte Kanzel aus dieser Zeit. Die Fenster schufen Walther Hugo Brenner und Ernst Jansen-Winkeln im Jahr 1956. Die Fenster von Brenner stellen kreisförmige Ornamente dar, Jansen-Winkeln schuf ein dreiteiliges Fenster für die Taufkapelle. Dargestellt ist die Auferstehung Christi sowie die drei Frauen am verlassenen Grab.

## Glocken
Im Glockenturm befindet sich ein Geläut aus vier Bronzeglocken von drei verschiedenen Glockengießern.
| Nr. | Name     | Durchmesser (mm) | Masse (kg, ca.) | Schlagton (HT-1/16) | Gießer                                                   | Gussjahr |
| 1   | Petrus   | 1.232            | 1.170           | e′′ +-0             | Johannes Mark; Eifeler Glockengießerei Mark, Brockscheid | 1959     |
| 2   | Nikolaus | 1.032            | 700             | g′ +-0              | Johannes Mark; Eifeler Glockengießerei Mark, Brockscheid | 1959     |
| 3   | Maria    | 885              | 430             | a′ −5               | Edmund Fabri, Koblenz                                    | 1718     |
| 4   | Josef    | 795              | 315             | h′ +2               | Werner Hüesker; Fa. Petit & Gebr. Edelbrock, Gescher     | 1926     |

## Pfarrer
Folgende Priester wirkten bislang als Pfarrer an St. Nikolaus:
- 1930–1934: Heinrich Küppers
- 1934–1947: Josef Verfürth
- 1947–2008: Peter Weindorf
- 2009–2011: Lothar Tillmann
- 2011–2018: Alfred Bergrath (Administrator)
- 2018–2021: P. Josef Költringer OSFS (Administrator)
- 2021–2024: Heinz Philippen (Administrator)
- Seit 2024: Hans-Otto von Danwitz